# تهاجم غزنی
تهاجم غزنی در روز ۱۰ اوت ۲۰۱۸ با حمله جنگجویان طالبان به شهر غزنی، ششمین شهر بزرگ افغانستان که دارای اهمیت استراتژیک و تاریخی است، آغاز گردید. این حمله منجر به مرگ صدها شورشی، سربازان، مأموران پلیس و شهروندان شد. در طی این حمله، خسارات زیادی نیز به شهر وارد شد. این حمله چند هفته پیش از انتخابات مجلس این کشور رخ‌داد. این درگیری بخشی از یک حمله هماهنگ‌شده بزرگ‌تر از سوی طالبان بود که منجر به کشته شدن صدها سرباز افغان و پلیس شد و به طالبان اجازه داد تا چندین پایگاه و ناحیه دولتی را تحت کنترل خود در بیاورد.

## پیشینه
وضعیت امنیتی در شهر غزنی و ولایت غزنی به سرعت در طی سال ۲۰۱۷ و اوایل سال ۲۰۱۸ کاهش یافت. در ماه‌های قبل از جنگ، گزارش‌های متعددی مبنی بر افزایش فعالیت‌های شورشی طالبان در شهر و نواحی استان غزنی وجود داشت. روش‌های شورش کلاسیک، نظیر حمله به کارمندان دولت محلی، مالیات اجباری بر مردم محلی و ایجاد موانع جاده‌ای در سر راه‌ها توسط جنگجویان شورشی، همگی گزارش شده‌اند. طالبان در طی ماه مه و ژوئن ۲۰۱۸ در استان غزنی، بزرگراه شماره یک که کابل را به قندهار (دو شهر بزرگ افغانستان) اتصال می‌داد را در کنترل گرفت و رانندگان را مجبور به پرداخت مالیات جهت استفاده از آن می‌کرد.
گزارش‌های دیگر حاکی از آن است که تا ماه مه ۲۰۱۸ اعلام شده که طالبان «شبکه جاده‌ای در داخل شهر را کنترل می‌کند، به‌صورت آزادانه در یک محله زندگی می‌کند، مالیات جمع‌آوری می‌کند، پرسنل امنیتی و مقامات دولتی را ترور می‌کند و نوعی خشن از قانون اسلامی را اجرا می‌کند.»